# ADC Telecommunications
ADC Telecommunications (ursprünglich Audio Development Company) war ein Telekommunikationsunternehmen aus den Vereinigten Staaten.
Der Firmensitz des Unternehmens befand sich in Eden Prairie, Minnesota, südwestlich von Minneapolis; es beschäftigte rund 8.200 Mitarbeiter.

## Firmengeschichte
1935 gründete Ralph Allison das Unternehmen ADC Telecommunications, als er als erstes Produkt ein Audiometer, ein Gerät zur Messung menschlichen Hörvermögens, erfand. 1937 schloss sich ihm der Ingenieur Walt Lehnert an. Gemeinsam erweiterten sie die Produkte des Unternehmens um Verstärker und Transformatoren für den Rundfunk. Bis 1942 entwickelte die Firma ein Audiosystem für die University of Minnesota. Die dabei entwickelten Stecker, Buchsen und Patchkabel bildeten die Basis für den Einstieg in den Telekommunikationsmarkt.
1949 wurde die Audiometer Produktlinie verkauft, und Allison verließ die Firma. ADC verbreiterte sein Angebot und konzentrierte sich im Folgenden auf Transformatoren und Filter für Stromleitungen, militärische Elektronik sowie Stecker und Buchsen für die Telefonie.
1961 fusionierte ADC mit der Magnetic Controls Company, einer Firma mit starken Verbindungen zum US-Raumfahrtprogramm.
Die entstandene Firma hieß ADC Magnetic Controls. In den 1960er Jahren gab es große Umsätze mit Transformatoren, größere Innovationen blieben jedoch aus. Eine nennenswerte Entwicklung aus dieser Zeit ist der Bantam-Stecker, der zum Standard für das Schalten von Telefonverbindungen wurde. In den frühen 1970ern führte die ADC vorverkabelte Steckfelder und Testausrüstung für Telekommunikationsfirmen ein. 1976 war die Firma der größte unabhängige Hersteller solcher Testausrüstungen in den Vereinigten Staaten.
ADC profitierte von der Deregulierung des amerikanischen Telefonmarktes um 1983, bei dem von AT&T sieben lokale Regional Bell Operating Companies (RBOC) abgespalten wurden. Der amerikanische Telefonmarkt wuchs in der Folge um 90 Prozent.
In den 1990ern akquirierte ADC verschiedene Hersteller von Hardware zur Datenkommunikation und verbreiterte sein Angebot auch in Richtung Software. Dies war von mäßigem Erfolg gekrönt, und die Aktie von ADC musste zur Zeit der platzenden Dotcom-Blase massive Verluste hinnehmen.
Bis zum Schluss bot ADC Netzwerkinfrastruktur an. Drei Viertel der Verkäufe wurden mit Breitbandinfrastruktur für öffentliche und private Netze generiert. Zu den damaligen Kunden gehörten Verizon, BellSouth, Sprint Nextel Corporation, Graybar Electric und Time Warner Cable.
2004 wurde das Berliner Unternehmen Krone übernommen, unter anderem bekannt für die LSA-PLUS-Schneidklemmtechnik. Im Juli 2010 gaben Tyco Electronics und ADC die Übernahme von ADC durch Tyco Electronics bekannt, die am 9. Dezember 2010 abgeschlossen wurde. Im Herbst 2013 informierte Tyco Electronics seine Kunden, dass die Produkte seines Berliner Werks ab Frühjahr 2014 in Brünn produziert werden und der Standort Berlin geschlossen wird.
Ab dem Jahr 2015 übernahm CommScope die Produkte sowie Dienstleistungen unter ihrem Namen. Die Firma ADC existiert seit dato offiziell nicht mehr.